# Matriz de Ansoff

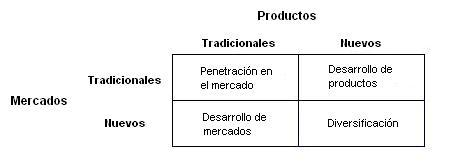
Representación de la Matriz de Ansoff.

La matriz de Ansoff, también conocida como Matriz Producto/Mercado o Vector de Crecimiento, creada por Igor Ansoff en 1957  sirve para identificar oportunidades de crecimiento en las unidades de negocio de una organización. 
En otras palabras, expresa las posibles combinaciones producto/mercado (o unidades de negocio) en que la empresa puede basar su desarrollo futuro.
Esta matriz describe las distintas opciones estratégicas, posicionando las mismas según el análisis de los 
componentes principales del problema estratégico o factores que lo definen.

## Penetración del mercado
Se persigue un mayor consumo de los productos actuales en los mercados actuales.
Las estrategias principales son:
- Aumento del consumo o ventas de los clientes/usuarios actuales.
- Captación de clientes de la competencia.
- Captación de no consumidores actuales.
- Atraer nuevos clientes del mismo segmento aumentando publicidad y/o promoción.
- Innovaciones.

## Desarrollo del mercado
Pretende la venta de productos actuales en mercados nuevos.
Las estrategias principales son:
- Apertura de mercados geográficos adicionales.
- Atracción de otros sectores del mercado.
- Política de distribución y posicionamiento.
- Investigación y cambio del segmento.
- Nuevos canales de distribución.

## Desarrollo de productos
Persigue la venta de nuevos productos en los mercados actuales, normalmente explotando la situación comercial y la estructura de la compañía para obtener una mayor rentabilidad de su esfuerzo comercial.
Las estrategias principales son:
- Desarrollo de nuevos valores del producto.
- Desarrollo de diferencias de calidad (nuevas gamas).
- Desarrollo de nuevos modelos o tamaños.
- Calidad de producto.

## Diversificación
La compañía concentra sus esfuerzos en el desarrollo de nuevos productos en nuevos mercados. Esta es una de las opciones resultantes de la matriz de Ansoff, pero a diferencia de las anteriores, esta no es una estrategia de crecimientos intensiva. La diversificación puede ser relacionada si implica recursos y capacidades actuales de la organización o no relacionada si implica nuevas capacidades o recursos totalmente diferentes a los actuales.